# Gare du Val d'Argenteuil
Pour les articles homonymes, voir Gare d'Argenteuil (homonymie).
La gare du Val d'Argenteuil est une gare ferroviaire française de la ligne de Paris-Saint-Lazare à Mantes-Station par Conflans-Sainte-Honorine, située dans la commune d'Argenteuil (département du Val-d'Oise).
C'est une gare SNCF, desservie par les trains du réseau Transilien Saint-Lazare (ligne J). Elle se situe à 12,7 km de la gare de Paris-Saint-Lazare.

## Situation ferroviaire
La gare, établie à l'ouest de la ville, se situe au point kilométrique 12,696 de la ligne de Paris-Saint-Lazare à Mantes-Station par Conflans-Sainte-Honorine, à 50 m d'altitude. Elle y suit la gare d'Argenteuil et y précède la gare de Cormeilles-en-Parisis.
La ligne de la grande ceinture de Paris passe à proximité, mais aucun quai ne permet aux trains de s’y arrêter. Un double raccordement permet cependant de relier dans les deux sens, les deux voies de la Grande Ceinture aux deux voies de la ligne de Mantes via Conflans.

## Histoire
Cette gare, conçue par l'architecte Richard Dubrulle, a été construite assez tardivement (1970) à la suite de l'urbanisation importante à partir de 1965 du quartier du Val d'Argent.

## La gare
Elle se situe au cœur du quartier du Val d'Argent. La ligne ferroviaire, qui sépare le quartier en deux, est desservie par les trains du réseau Transilien de Paris Saint-Lazare.

Galerie de photographies
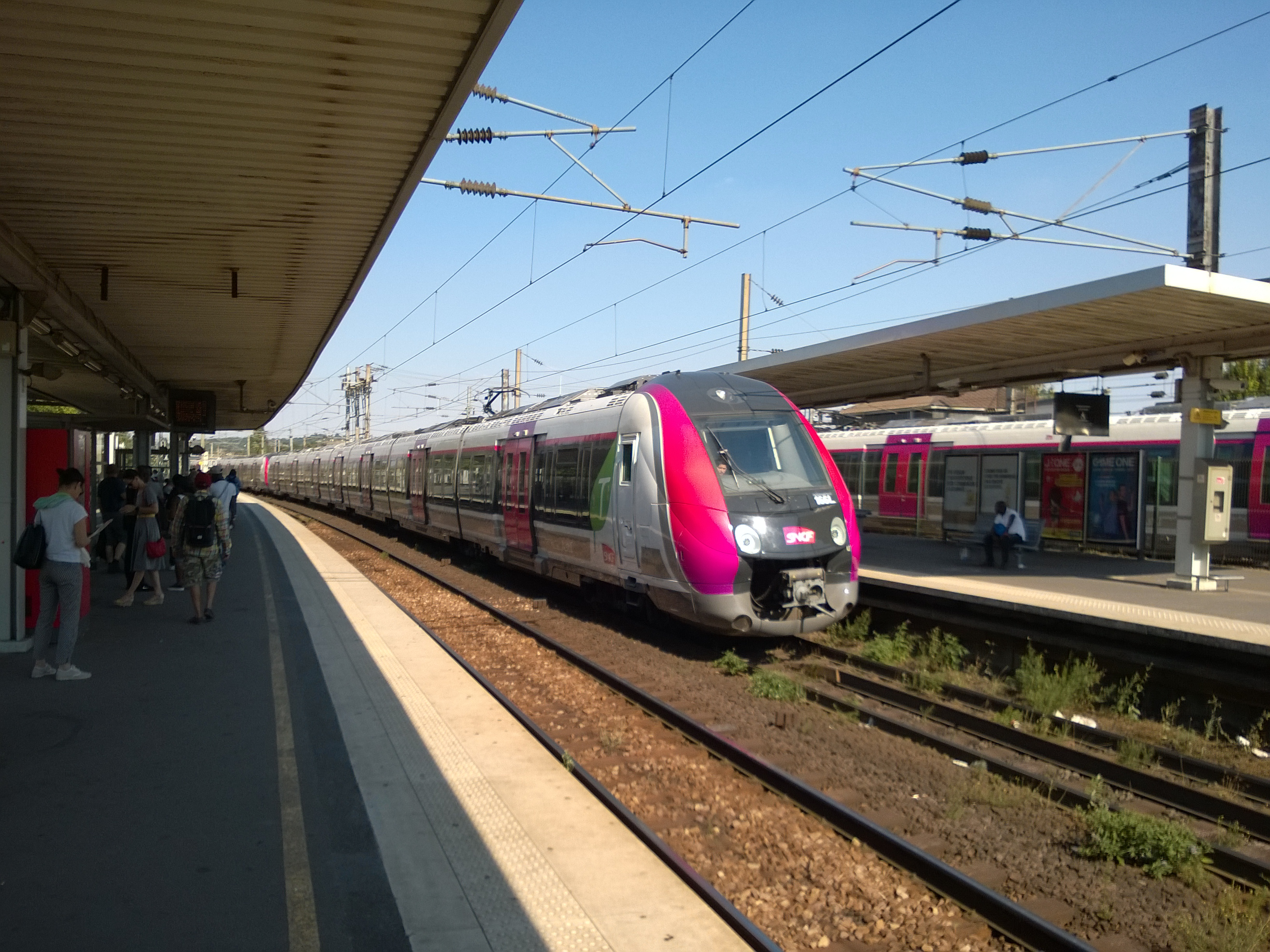
Z 50000 pour Pontoise.
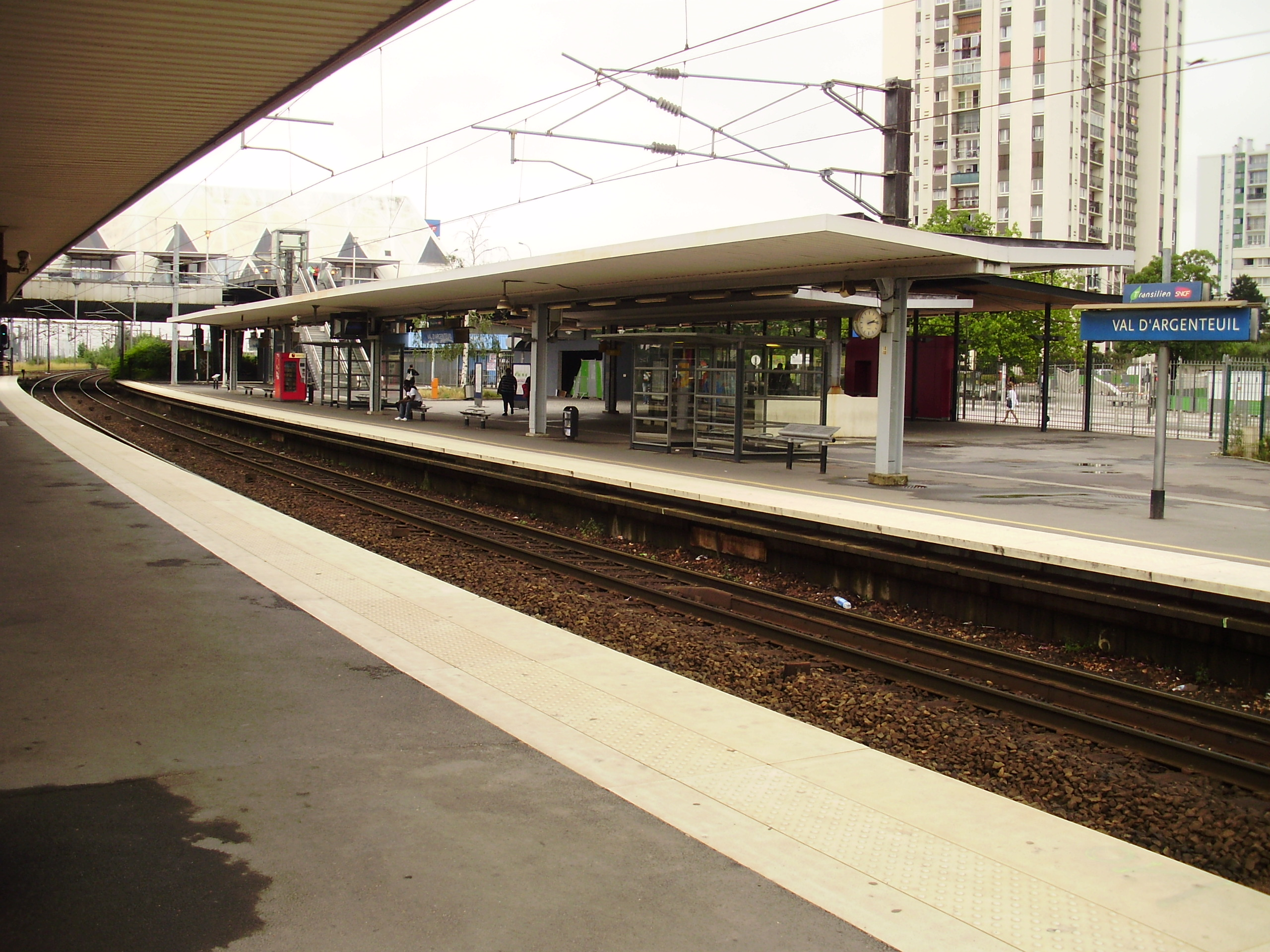
Extrémité ouest du quai pour Paris.

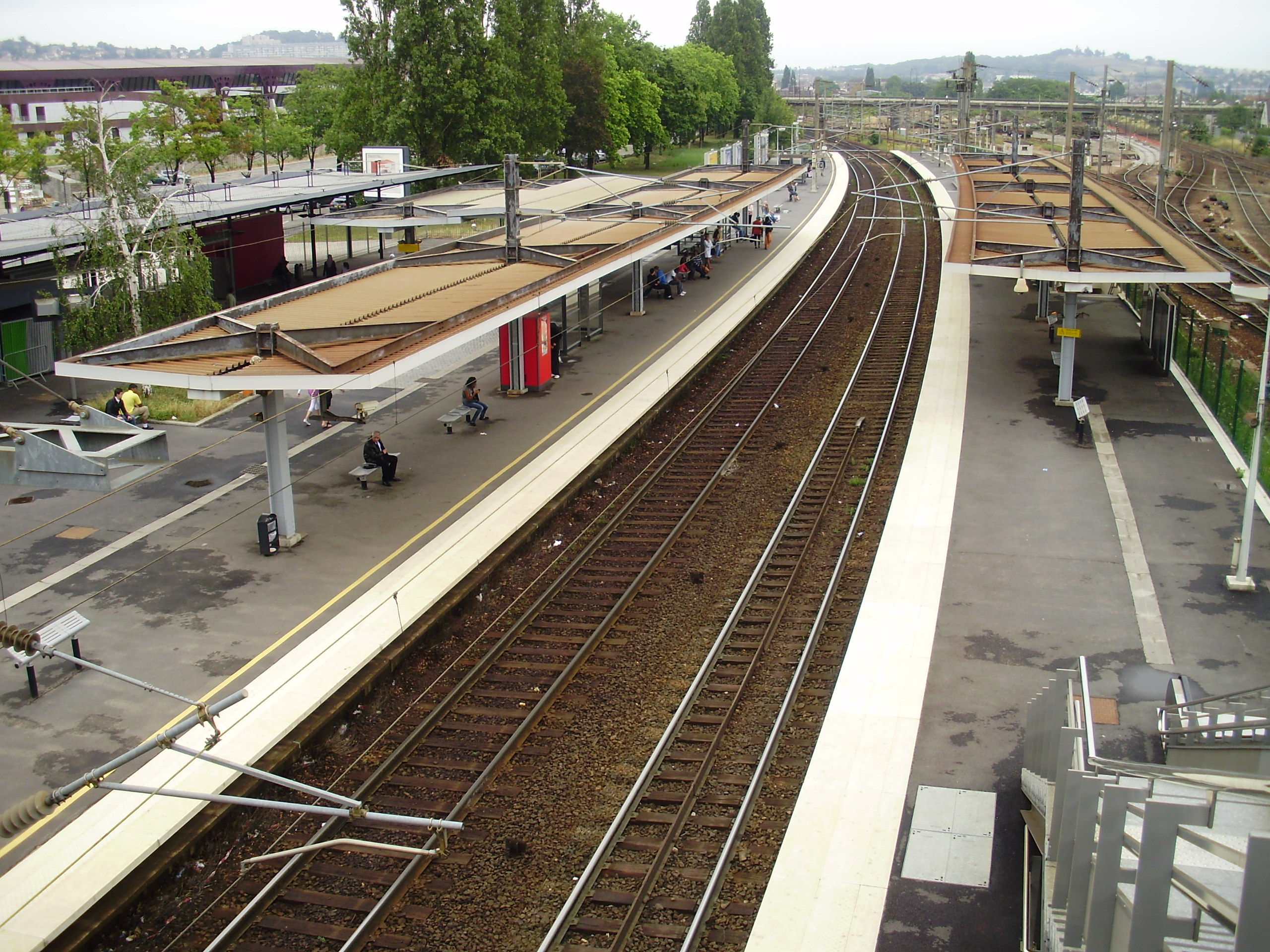
Vue des quais pour Paris, à gauche, et pour Conflans-Sainte-Honorine et au-delà, à droite.
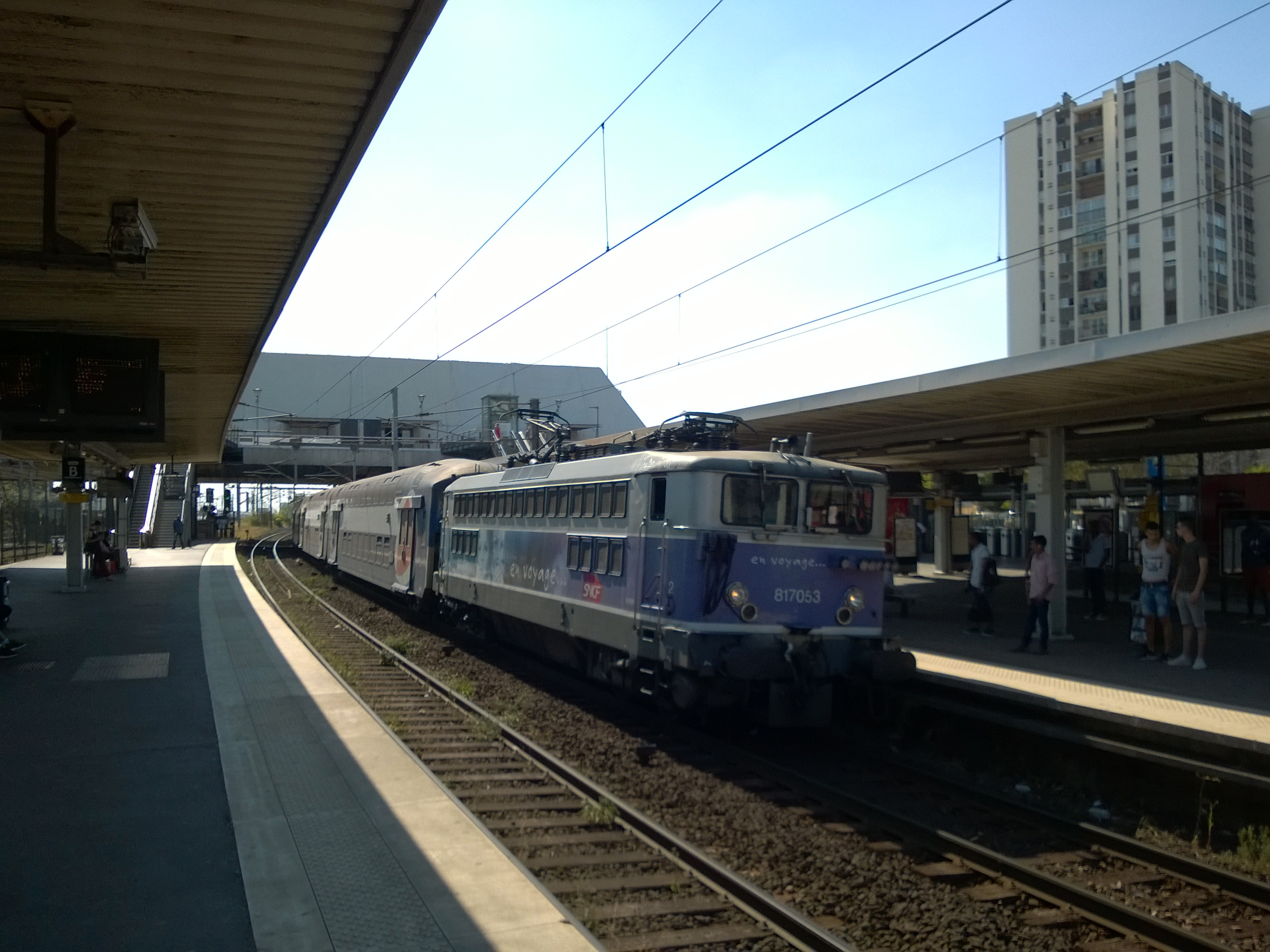
BB 17000 + VB 2N pour Paris-Saint-Lazare.

## Fréquentation
De 2015 à 2023, selon les estimations de la SNCF, la fréquentation annuelle de la gare s'élève aux nombres indiqués dans le tableau ci-dessous.
| Année     | 2015      | 2016      | 2017      | 2018      | 2019      | 2020      | 2021      | 2022      | 2023      |
| --------- | --------- | --------- | --------- | --------- | --------- | --------- | --------- | --------- | --------- |
| Voyageurs | 5 693 475 | 5 880 591 | 6 168 065 | 6 368 082 | 6 554 397 | 3 403 105 | 5 607 085 | 6 287 678 | 6 361 192 |

## Correspondances
La gare est desservie par les lignes 1, 8, 17 et 34 du réseau de bus Argenteuil - Boucles de Seine, par la ligne 164 du réseau de bus RATP, par la ligne 95-20 du réseau de bus Val Parisis et, la nuit, par la ligne N52 du réseau Noctilien.

## Projet
La desserte de la gare du Val d'Argenteuil pourrait être renforcée par la ligne T11 dans le cadre de son prolongement entre Épinay-sur-Seine et Sartrouville, espéré à l'horizon 2032-2033.